# Cristina Rodríguez Cabral
Cristina Rodríguez Cabral (Montevidéu, 1959), é uma poeta, professora, pesquisadora e ativista afro-uruguaia. É autora de livros de poesia, prosa e ensaios que lhe deram reconhecimento internacional.

## Biografia
Tem uma licenciatura em Sociologia e outra em Enfermagem, profissão que exerceu por alguns anos no Uruguai. Continuou sua formação acadêmica na Universidade do Missouri, onde obteve título de doutorado em Filosofia. Atualmente reside nos Estados Unidos, onde trabalha como pesquisadora e professora universitária.
Escreve literatura desde os onze anos. Fez suas primeiras publicações através do semanário cultural da organização Mundo Afro, na qual militava pelos direitos dos afrodescendentes no Uruguai. Em 1986, sua obra em prosa "Bahía, mágica Bahía" obteve o Prêmio Casa de las Américas. Atualmente, Rodríguez Cabral é uma referência internacional da literatura afro-uruguaia, e uma das poucas autoras afrodescendentes vivas a quem se têm dedicado estudos acadêmicos.
Em sua obra, em geral se encontram manifestações de resistência a marginalização e a opressão, tanto racial como de gênero. Há em suas obras "uma necessidade de recordar e reafirmar os valores herdados tanto de sua família como da África." Seus trabalhos iniciais estão focados em seus sentimentos e experiências íntimas partindo da perspectiva de uma mulher negra hispano-americana. Em seus trabalhos posteriores a 1995 introduz temas vinculados a militância social, o racismo e a identidade cultural.

## Obra
- 1986, Bahía, mágica Bahía (Prêmio Casa de las Américas).
- 1987, Pájaros sueltos.
- 1988, Entre giros y mutaciones.
- 1989, Desde el sol.
- 1989, La del espejo y yo.
- 1989, De par en par.
- 1992, Quinientos años después y hoy más que nunca.
- 1993, Desde mi trinchera.
- 1996, Pedirán más.
- 1998, Memoria y resistencia.
- 1999, Noches sin luna, días con sol.
- 2004, Memoria y resistencia (antología).